# Maesiah Thabane
Maesaiah ou Maesiah Thabane (nascida em 16 de abril de 1977) é a esposa do primeiro-ministro do Lesoto Tom Thabane  e primeira-dama do Lesoto desde seu casamento com Thabane em 27 de agosto de 2017. 
Nascida como Liabiloe Ramoholi, no povo Mosotho, casou-se com o primeiro-ministro Tom Thabane em 27 de agosto de 2017 em uma cerimônia realizada no Estádio Setsoto em Maseru.

## Acusação de homicídio e tentativa de homicídio
Em 10 de janeiro de 2020, a polícia emitiu um mandado de prisão para Maesiah Thabane, que é procurada por conexão com a morte da ex-esposa de Tom Thabane, Lipolelo Thabane, em 2017. 
Maesaiah Thabane foi libertada sob fiança após ser detida em 4 de fevereiro, depois de duas semanas de fuga, sob a acusação de assassinar sua antecessora. Durante a primeira audiência, também foi acusada de tentar assassinar Thato Sibolla, uma amiga da família que estava viajando com a primeira-dama. Os eventos datam de 2017, quando dois dias antes de Thabane ser proclamado primeiro-ministro do Lesoto, sua ex-esposa, Lipolelo Thabane, foi morta em uma emboscada no meio da rua.